# Daniel (Utah)
Daniel è una città degli Stati Uniti d'America, situata nello Stato dello Utah, nella Contea di Wasatch.